# 2 steg från Håkan
2 steg från Håkan är en dokumentärfilm från 2011 om den svenska popsångaren Håkan Hellström, rollen som idol och mediehysterin runt honom. Filmen regisserades av Björn Fävremark, Torbjörn Martin och John Boisen. Martin stod även för klippningen av filmen och har dessutom regisserat två av Hellströms musikvideor från året innan.
Filmen hade premiär 10 augusti 2011 på biografen Draken i Göteborg och sändes även i SVT2 den 7 oktober samma år. Den gavs ut på dvd den 2 november 2011 med extramaterial i form av intervjuer och borttagna scener.